# Mordella fuscocinerea
Mordella fuscocinerea är en skalbaggsart som beskrevs av Henry Clinton Fall 1907. Mordella fuscocinerea ingår i släktet Mordella och familjen tornbaggar. Inga underarter finns listade i Catalogue of Life.